# Trichiotinus intermedius
Trichiotinus intermedius är en skalbaggsart som beskrevs av Thomas Casey 1915. Trichiotinus intermedius ingår i släktet Trichiotinus och familjen Cetoniidae. Inga underarter finns listade i Catalogue of Life.